# سیارک ۱۱۴۲۸
سیارک ۱۱۴۲۸ (به انگلیسی: 11428 Alcinoos، نامگذاری:4139P-L) یازده هزار و چهارصد و بیست و هشتمین سیارک کشف شده‌است که در ۲۴ سپتامبر ۱۹۶۰ کشف شد.
قدر مطلق سیارک برابر ۱۱٫۰۰ است.